# Siroco

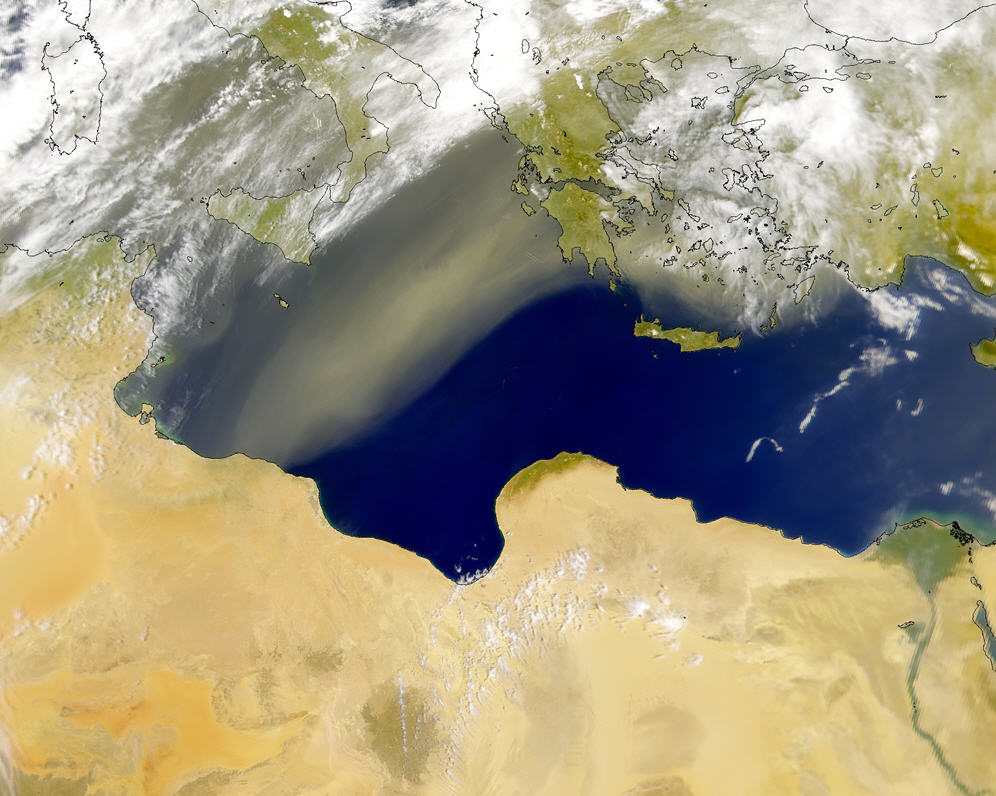
Siroco en Libia dirigiéndose hacia el Mediterráneo, Malta, Italia y Grecia.

El siroco, apeliotes o jaloque es un viento del sudeste propio del mediterráneo. Viene desde el Sáhara y llega a velocidades de huracán en el norte de África y el sur de Europa.

## Otros nombres
Es conocido en el norte de África por la palabra árabe qibli (قبلی es decir, "procedentes de la Qibla"). En italiano se le llama Scirocco [ʃiˈrɔkko] y Sirocco. En griego, σιρόκος ("sirókos"), mientras que en Croacia, Montenegro y Eslovenia se llama Jugo, y Ghibli en Libia. El siroco cuando llega al sur de Francia, contiene más humedad y es conocido como el marin. En las Islas Canarias este opresivo, caliente, polvo con el viento se llama calima. El nombre del siroco en el sureste de España es jaloque, Xaloc en catalán. En Malta, se conoce como xlokk. En árabe levantino (Líbano, Siria) hay un viento similar que se le llama شلوق shlūq.
Siroco puede tener relación con la estrella Sirio. Sirio es la estrella más brillante del firmamento. Sirio, del Can Mayor, sigue a la constelación Orión, el cazador, en su viaje diario por el universo. Pertenece al hemisferio Sur, pero como su declinación es aproximadamente -17°, es visible desde las latitudes del hemisferio Norte menores de 73°, aunque no todas las noches del año. A finales del periodo estival, en las latitudes del mar Mediterráneo comenzamos a ver a Orión y su fiel perro cruzar por la noche el firmamento. Pero su orto helíaco (primer orto de una estrella que ha permanecido invisible unos meses) se producía, en la Grecia Clásica, cerca del solsticio de verano, en el periodo de máximo calor. La Canícula coincidía con la salida del Can mayor (de ahí su nombre) y su estrella Sírio (Σείριος: la ardiente, la abrasadora, en griego clásico) (Herrmann, 1990: 148). Ya los egipcios relacionaron la época de inundaciones del río Nilo con la observación nocturna de Sirio a finales de verano. Adoraron a la estrella como a un dios benefactor de las cosechas. Y justamente Sirio sale por el sureste. 

## Desarrollo
Surge de una masa de aire tropical, seca y cálida que es atraída hacia el norte por células de bajas presiones que se mueven hacia el este cruzando el mar Mediterráneo, con el viento originándose en los desiertos de Arabia o del Sáhara. El aire continental más seco y cálido se mezcla con el aire más fresco y húmedo del ciclón marítimo, y la circulación de las bajas presiones en sentido contrario a las agujas del reloj propulsa el aire mezclado hacia las costas del sur de Europa.

## Efectos
Normalmente lleva polvo rojo del Sáhara y está asociado con las tormentas y fuertes lluvias. El viento es muy fuerte durante alrededor de 4 días. El siroco causa condiciones secas a lo largo de la costa norteña de África, tormentas en el mar Mediterráneo y tiempo húmedo y frío en Europa. La duración del siroco puede ser tan corto como solo medio día, pero también puede durar varios días. Mucha gente atribuye problemas de salud al siroco debido al calor y al polvo a lo largo de las regiones costeras de África. El polvo dentro de los vientos del siroco puede causar la abrasión en los instrumentos mecánicos y penetrar en los edificios.
Estos vientos, con velocidades de casi 100 km por hora, se producen generalmente durante el otoño y la primavera. Alcanzan sus máximos en marzo y noviembre cuando es muy cálido, con una velocidad máxima de alrededor de 100 km/h (55 nudos).

## Vientos similares
Otros destacados sistemas de vientos en la región son el bora/bura/burja (noroeste) y el lebeche/llebeig/lebeccio/lebić (suroeste).